# Теаск (Долж)
Теаск (рум. Teasc) насеље је у Румунији у округу Долж у општини Теаск. Oпштина се налази на надморској висини од 65 m.

## Становништво
Према подацима из 2011. године у насељу је живело 1968 становника.